# 113A busz (Budapest)
A budapesti 113A jelzésű autóbusz Budatétény vasútállomás (Campona) és Angeli utca / Nagytétényi út között közlekedik. A viszonylatot a MÁV Személyszállítási Zrt. üzemelteti.

## Története
2006. október 1-je előtt 13A jelzéssel közlekedett. 2006. október 1-jétől a 113-as a Budatétényi végállomástól Diósd, Sashegyi út között közlekedik. A 113A jelzésű busz pedig a Budatétényi végállomástól Nagytétény, Angeli utca megállóhelyig közlekedik.
2018. szeptember 18-ától október 18-áig a nagytétényi vasúti átjáró lezárása miatt terelt útvonalon közlekedett, de megálló nem maradt ki. Végállomása ez idő alatt Nagytétény-Diósd vasútállomáshoz került át.

## Útvonala
| Angeli utca / Nagytétényi út felé |
| Budatétény vasútállomás (Campona) vá. – Nagytétényi út – Dráva utca – Minta utca – Bartók Béla út – Barackos út – Ezüstgaras utca – Barackos utca – Angeli utca – Angeli utca / Nagytétényi út vá. |
| Budatétény vasútállomás felé |
| Angeli utca / Nagytétényi út vá. – Angeli utca – Barackos utca – Ezüstgaras utca – Barackos út – Bartók Béla út – Minta utca – Dráva utca – Nagytétényi út – Budatétény vasútállomás (Campona) vá. |

## Megállóhelyei
Az átszállás kapcsolatok között a 113-as jelzésű járat nincsen feltüntetve, mivel ugyanazon az útvonalon közlekednek.
| 0  | Budatétény vasútállomás (Campona) végállomás | 14 | 13, 13A, 88, 101E, 138, 150, 150B, 287 700 S40 S42 G43 G44 | Campona bevásárlóközpont, Vasútállomás, Autóbusz-állomás, P+R |
| 0  | Budatétény vasútállomás (Növény utca)        | 12 | 13, 13A, 33, 88, 101E, 114, 133E, 213, 214, 287 700        |                                                               |
| 1  | Rózsakert utca / Minta utca                  | 11 | 13, 13A, 88, 101B, 101E, 114, 213, 214, 287                |                                                               |
| 2  | I. utca                                      | 10 | 13, 13A, 88, 101B, 213, 214, 287                           |                                                               |
| 3  | Mátra utca                                   | 9  | 13, 13A, 88                                                |                                                               |
| 3  | Barosstelep vasútállomás                     | 8  | 13, 13A, 88 S40 S42 G43 G44                                | Vasútállomás                                                  |
| 4  | Damjanich utca                               | 7  | 13, 13A, 88                                                |                                                               |
| 5  | Mátyás király utca                           | 6  | 13, 13A, 88, 213                                           |                                                               |
| 6  | Szilvafa utca                                | 5  | 13, 13A, 88                                                |                                                               |
| 7  | Szakiskola utca                              | 4  | 13, 13A, 88                                                |                                                               |
| 8  | Barackos út / Angeli utca                    | 3  | 13, 13A, 88                                                |                                                               |
| 10 | Nagytétény-Diósd vasútállomás (Angeli utca)  | 2  | 13, 33 S40 S42                                             | Vasútállomás                                                  |
| 11 | Nagytétényi temető                           | 1  | 13, 33                                                     |                                                               |
| 12 | Angeli utca / Nagytétényi út                 | ∫  | 13, 33, 133E 700                                           |                                                               |
| 13 | Angeli utca / Nagytétényi út végállomás      | 0  | 13, 33, 133E 700                                           |                                                               |